# Aeroportul Toamasina
Aeroportul Toamasina (IATA: TMM, ICAO: FMMT) este un aeroport din Provincia Toamasina, Madagascar ce deservește zona Toamasina. Aeroportul a fost tranzitat în 2018 de 80.781 de pasageri. A fost numit după zona deservită.
Situat la o altitudine de 7 m, aeroportul dispune de 1 pistă.

## Infrastructură

### Piste
Aeroportul dispune de o singură pistă. Pista are orientarea 01/19. 